# День ДНК

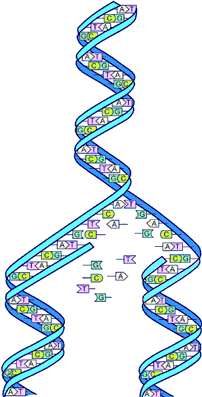
Репликация ДНК: раскручивание двойной спирали ДНК — синтез комплементарных цепей ДНК-полимеразой — образование двух молекул ДНК из одной.

День ДНК — праздник, отмечаемый 25 апреля, установленный в честь того дня в 1953 году, когда в журнале «Nature» вышли три статьи, посвящённых открытию молекулярной структуры ДНК, авторства Джеймса Уотсона и Фрэнсиса Крика ("Молекулярная структура нуклеиновых кислот: структура дезоксирибонуклеиновой кислоты"), а так же Мориса Уилкинса, Розалинд Франклин и их коллег. В этот день отмечают также завершение проекта «Геном человека», о чём было объявлено в апреле 2003 года.
Впервые день ДНК был отпразднован в США в 2003 году в честь 50-летия открытия двойной спирали ДНК, апрель того года был объявлен в США месяцем, посвящённым геному человека, в честь завершения проекта «Геном человека». Начиная с 2010 года, ежегодный день ДНК в апреле отмечает американский Национальный институт исследований генома человека (National Human Genome Research Institute — NHGRI). К этому дню в NHGRI приурочены специальные образовательные программы.